# Heinz Ansmann
Heinz Ansmann (* 19. Januar 1906 in Grandorf; † 30. März 1999 in Meerbusch) war ein deutscher Bankier. Das unter seinem Namen firmierende Bankhaus nahm auf dem Gebiet der Ausgabe industrieller Schuldscheindarlehen eine führende Position unter deutschen Privatbankhäusern nach der Währungsreform ein.

## Leben und Wirken
Heinz Ansmann begann 1925 sein Studium der Rechtswissenschaften und erhielt 1932 die Zulassung als Rechtsanwalt beim Landgericht Berlin. Von der Weltwirtschaftskrise nicht abgeschreckt begann er sogleich seine Laufbahn im Bankengewerbe. Zunächst war er bei der Dresdner Bank in Berlin in der Sanierungsabteilung tätig, wechselte dann 1933 in die Konsortialabteilung als Emissionsspezialist.
Nach Ausbruch des Zweiten Weltkriegs wurde Heinz Ansmann 1940 zur Wehrmacht eingezogen, danach aber wieder freigestellt und 1940/41 als Finanzberater des Generalkommissars für Finanz und Wirtschaft in Den Haag tätig. 1942 erfolgte die Rückkehr zur Dresdner Bank und 1943 der erneute Einzug zur Wehrmacht.
Nach Ende des Zweiten Weltkrieges beteiligte sich Heinz Ansmann am Wiederaufbau des deutschen Bankengewerbes und der Wirtschaft, zunächst in der Konsortialabteilung der Dresdner Bank Hamburg, dann als Mitleiter der Filiale in Düsseldorf. 1948 zog es ihn in die Selbstständigkeit; 1953 erfolgte dann die Gründung des bekannten Bankhauses Heinz Ansmann in Düsseldorf. Das alte, von dem Architekturbüro Hentrich & Heuser entworfene Bankgebäude befindet sich noch direkt am Hofgarten gegenüber dem Thyssen-Hochhaus.
Zudem engagierte er sich bereits frühzeitig für die AIDS-Forschung mit der nach ihm benannten Heinz-Ansmann-Stiftung. Die Stiftung unterstützt seit 1986 die AIDS-Forschung beispielsweise durch den in zweijährigen Abständen verliehenen Preis sowie durch die Finanzierung der Heinz-Ansmann-Stiftungsprofessur für AIDS-Forschung an der Heinrich-Heine-Universität Düsseldorf.